# Vracovice (kraj południowomorawski)
Vracovice – gmina w Czechach, w powiecie Znojmo, w kraju południowomorawskim.
1 stycznia 2017 gminę zamieszkiwały 194 osoby, a ich średni wiek wynosił 38,8 roku.